# 睡蓮鉢
睡蓮鉢（すいれんばち）は、主に家庭で水生の植物・生物を飼育するための陶磁器製の容器（鉢）を指す。

## 概要

### 大きさ
大小様々なサイズがあり、10号から20号までのサイズが一般的である。

### 用途
ベランダや玄関前などに置かれることが多い。ビオトープとしても楽しむことができる。
睡蓮鉢で育てられる水生植物には、スイレン、ハス、ドラーフフロッグビット、ナガバオモダカ、ロタラロトンジフォリアなどがある。
水生生物としては、メダカや金魚が一般的である。

## その他
- 滋賀県甲賀市では、ふるさと納税の返礼品に睡蓮鉢（信楽焼）がある。